# Najas gracillima
Najas gracillima är en dybladsväxtart som först beskrevs av Alexander Karl Heinrich Braun och Georg George Engelmann, och fick sitt nu gällande namn av Paul Wilhelm Magnus. Najas gracillima ingår i släktet najasar, och familjen dybladsväxter. Inga underarter finns listade.

## Bildgalleri

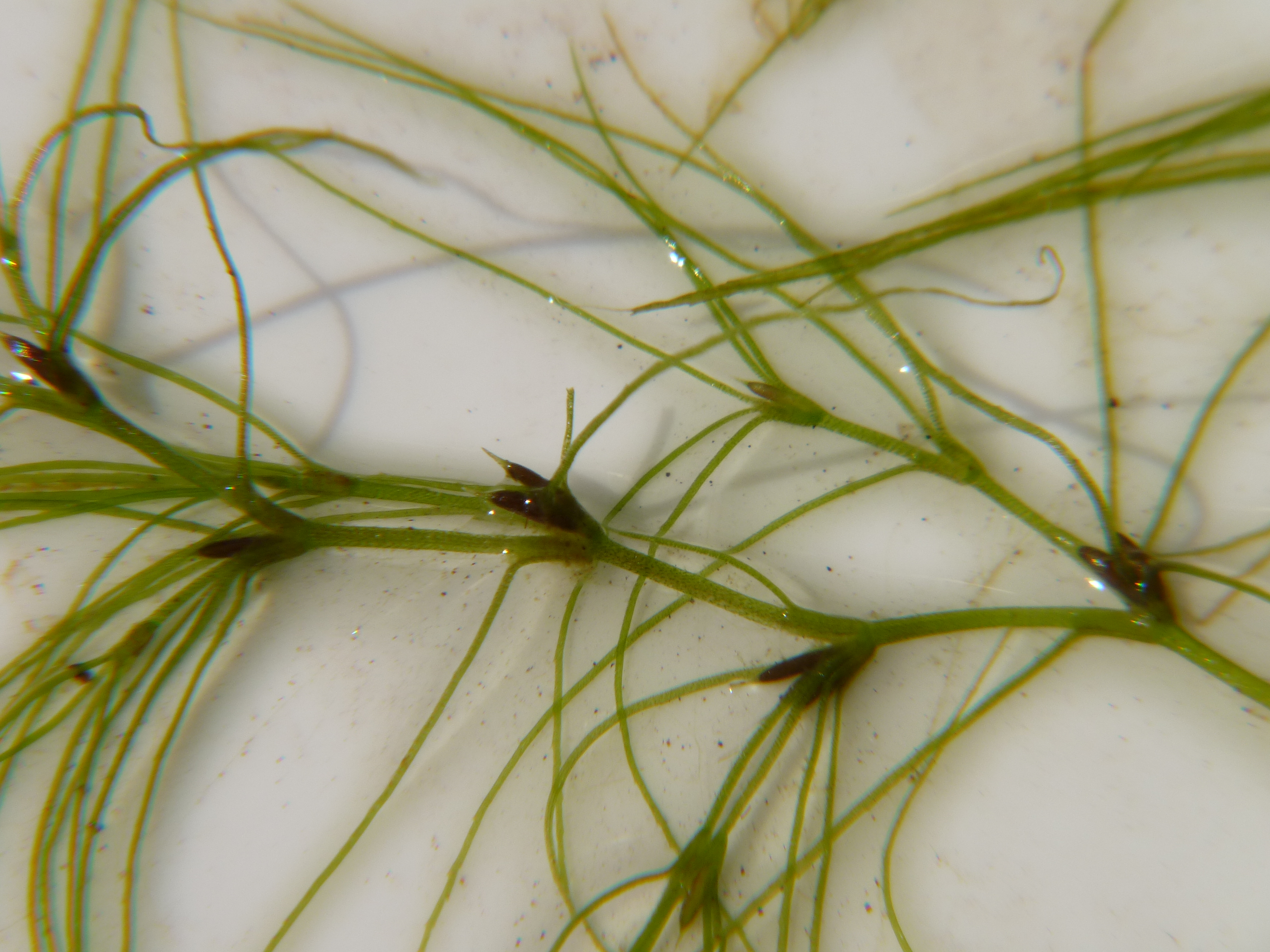
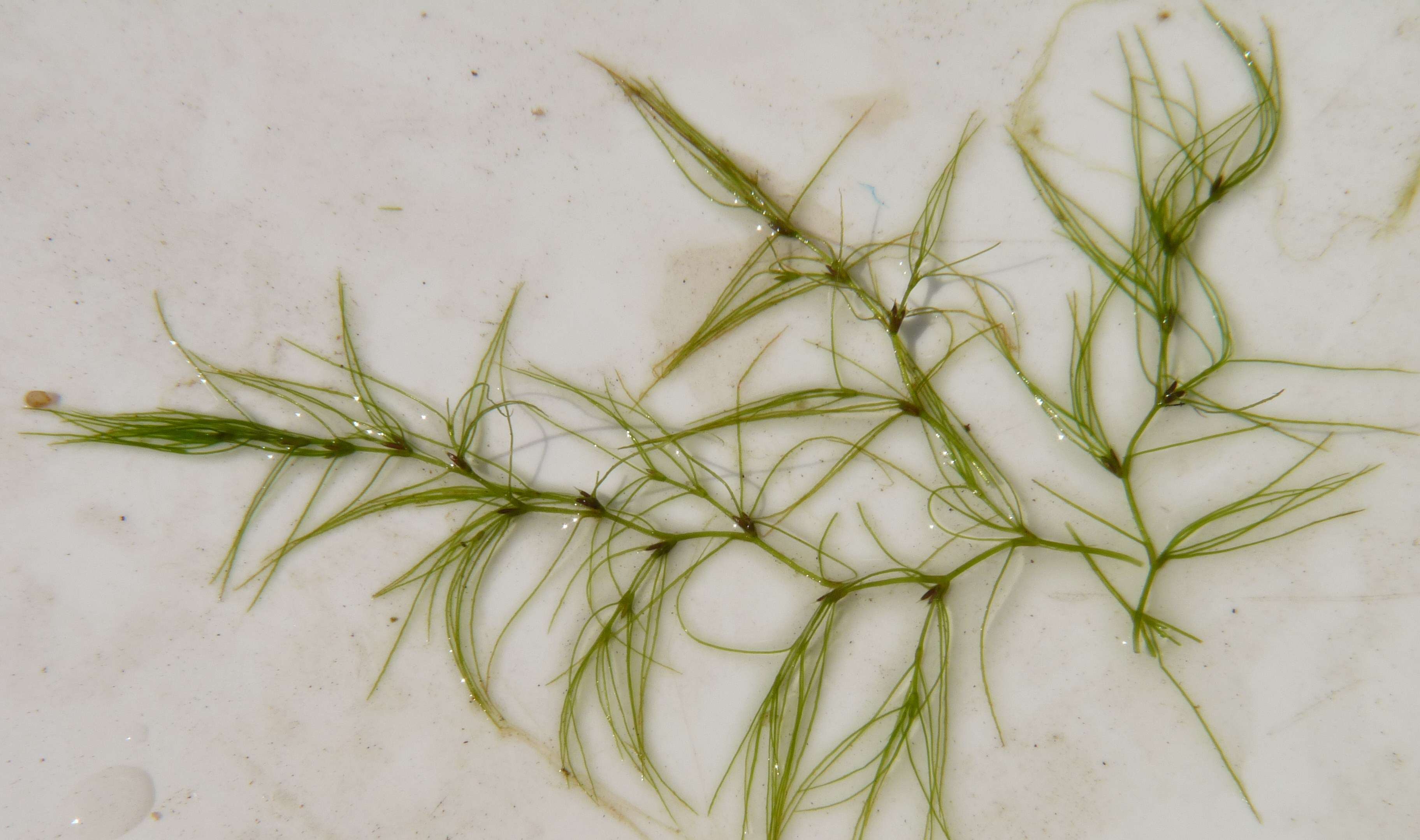